# 岡野成信
岡野 成信（おかの なりのぶ、生没年不詳）は、江戸時代中期の旗本。岡野成路の長男。通称は喜三郎。岡野氏直系の子孫とされている。早くに亡くなったため領地はなかった。

## 経歴
はじめ岡野成路の長男として生まれるが、体が弱かったことなどから早くに亡くなったため、弟の成韶が後を継ぐ。板部岡江雪斎の子孫で房恒系の直系であったことに自信を持っていたという。